# 세틀먼트 운동
세틀먼트 운동(settlement movement, 정착 운동)은 1880년대에 시작되어 1920년대 영국과 미국에서 정점에 달했던 개혁적 사회 운동이다. 목표는 사회의 부자와 가난한 사람을 물리적 근접성과 사회적 연결 모두에서 하나로 모으는 것이 었다. 주요 목표는 가난한 도시 지역에 자원 봉사 중산층 "정착 노동자"가 거주하면서 저소득 이웃과 지식과 문화를 공유하고 빈곤을 완화하기를 희망하는 "정착 주택"을 설립하는 것이었다. 정착촌에서는 해당 지역의 가난한 사람들의 삶을 개선하기 위해 어린이집, 영어 수업, 의료 서비스 등의 서비스를 제공했다. 세틀먼트 운동은 또한 교육/개혁 운동을 낳았다. 영국과 미국의 정착 노동자들은 정착 사회학으로 알려진 독특한 활동가 형태의 사회학을 개발하기 위해 노력했다. 이러한 사회 개혁 운동 과학은 교육, 이론, 연구 대학 기반 모델을 선호하여 사회학 역사에서 무시되었다.

## 같이 보기
- 하방운동
- 젠트리피케이션
- 사회사업